# Chris Robinson (cestista)
Christopher Sean Robinson, detto Chris (Columbus, 2 aprile 1974), è un ex cestista statunitense, professionista che ha militato nella NBA, in Francia, Belgio e Venezuela.

## Carriera
È stato selezionato dai Vancouver Grizzlies al secondo giro del Draft NBA 1996 (51ª scelta assoluta).